# Camaguán (paroisse civile)
Pour les articles homonymes, voir Camaguán.
Camaguán est l'une des trois paroisses civiles de la municipalité de Camaguán dans l'État de Guárico au Venezuela. Sa capitale est Camaguán.

## Géographie

### Démographie
Hormis sa capitale Camaguán qui se découpe en plusieurs quartiers (Carrizalero, El Campito, José Gregorio Hernández, La María, La Mongua, La Paraita, Toquito), la paroisse civile possède plusieurs localités :
- Camaguán
- Cárdenas
- El Toco
- La Negra
- San Lorenzo